# Atrax (aranya)
Atrax és un gènere d'aranyes verinoses que es troba a Australàsia. Algunes espècies reben el nom d'aranyes australianes amb la teranyina en forma d'embut (Australian funnel-web spider). Aquest gènere va ser definit pel Reverend Octavius Pickard-Cambridge l'any 1877.

## Espècies[1]
- Atrax robustus O.P.-Cambridge, 1877 — Conca de Sydney, Nova Gal·les del Sud
- Atrax yorkmainorum  Gray, 2010 — regió de Canberra, Sud de Nova Gal·les del Sud
- Atrax sutherlandi Gray, 2010 — Nova Gal·les del Sud, East Gippsland Victòria